# Anna Malenfant
Pour les articles homonymes, voir Malenfant.
Anna Malenfant, née le 16 octobre 1902 à Shédiac et morte le 15 juin 1988 à Montréal, est une cantatrice et compositrice canadienne. Elle est aussi connue sous les pseudonymes Marie Lebrun et Louise Malmont. 

## Biographie

### Jeunesse et formation
Anna Malenfant naît le 16 octobre 1902 à Shédiac, au Nouveau-Brunswick en Acadie. Elle est la fille de Jean Malenfant, imprimeur, et de Marie Bourque. Enfant, elle fait ses études chez les Dames du Sacré-Cœur à Moncton. Elle démontre rapidement un intérêt pour les arts et la musique en participant aux activités musicales locales. Elle étudie le solfège, le piano et le chant en 1918. Elle fait ses débuts à Moncton dans The Mikado. En 1922, grâce à l'obtention d'une bourse, elle entre au conservatoire de Boston . Elle est formée au chant par Rose Stewart. Par la suite, elle étudie auprès de Félia Litvinne à Paris, de 1925 à 1926, puis, auprès de Massimiliano Perilli à Naples, de 1927 à 1929.  

### Carrière
En 1929, elle est régulièrement invitée pour chanter à la station de radio WTIC de Hartford, au Connecticut, où elle se fait connaître sous le pseudonyme de Louise Malmont. Elle revient au Canada et s'installe à Montréal, où sa carrière prend véritablement de l'envol. En cette ville, elle continue à parfaire son art en suivant les cours du maître Salvator Issaurel de 1930 à 1939. Elle chante à la station CKAC, se produit avec la Société d'opérette de Montréal et donne plusieurs récitals au Québec. Elle travaille, entre autres, avec Wilfrid Pelletier et Thomas Beechman. En 1937, elle se joint pour la première fois à la compagnie d'opérettes les Variétés lyriques. Elle tient le rôle titre de Carmen dans l'opéra du même nom et, en 1938, elle interprète le rôle de Charlotte dans Werther. Elle est un des membres fondateurs de l'ensemble vocal le Trio lyrique formé de Lionel Daunais, de Ludovic  Huot et d'elle-même.  En 1958, grâce à l'obtention d'une bourse, elle se rend à Rome pour se perfectionner auprès de Maria Canelli et Tito Schipa. 
Durant sa carrière, elle se produit dans les grandes villes canadiennes et à New York. En plus des concerts et récitals, elle s'adonne à la composition. C'est sous le pseudonyme de Marie Lebrun, qu'elle compose des chansons inspirées du folklore acadien, dont Acadie mon doux pays et Toi, ma Sagouine . Ses œuvres, tant manuscrites qu'imprimées, sont conservées dans le fonds d’archives Anna Malenfant au centre d’archives de Montréal de Bibliothèque et Archives nationales du Québec. Malenfant en a elle-même fait le don à l'institution en 1980.

### Fin de vie
Elle meurt le 15 juin 1988 à Montréal.

## Publications
- Huit chants acadiens, Archambault, vers 1955.
- « Un, deux et trois, » dans La bonne chanson (onzième album), Entreprises culturelles, 1981. p. 537.

## Enregistrements sonores
- Évangéline (chanson), Bluebird, vers 1941.
- Anna Malenfant chante Lionel Daunais, Société nouvelle d'enregistrement, 1984 (réédition de chansons enregistrées avant 1952).

## Honneurs
- L'école Anna Malenfant localisée à Dieppe a été nommée en son honneur.
- Le « rossignol acadien » est mentionné dans le recueil de poésie La terre tressée, de Claude Le Bouthillier[11].